# Kribiopelma albidum
Kribiopelma albidum är en tvåvingeart som beskrevs av Jean-Jacques Kieffer 1923. Kribiopelma albidum ingår i släktet Kribiopelma och familjen fjädermyggor. Inga underarter finns listade i Catalogue of Life.